# Kathedrale basiliek van de Onbevlekte Ontvangenis
De Kathedrale basiliek van de Onbevlekte Ontvangenis (Engels: Cathedral Basilica of the Immaculate Conception) is een rooms-katholieke kathedraal in de Zimbabwaanse stad Bulawayo. De kerk is de zetel van het aartsbisdom Bulawayo en is sinds 2013 een basiliek.

## Geschiedenis
Halverwege de jaren 1890 bouwden de jezuïeten een kleine kapel in Bulawayo. De eerste steen van het huidige kerkgebouw werd op 25 maart 1903 gelegd en gezegend door de apostolisch prefect van Zambezi, bisschop Riccardo Sykes. De kerk werd gebouwd door Kroatische bouwers met graniet uit een plaatselijke steengroeve. De eerste dienst werd gevierd op Paaszondag 3 april 1904. Van 1920 tot 1955 fungeerde de kerk als pro-kathedraal. Sinds 1955 is het de kathedraal van het toen opgerichte bisdom Bulawayo.
In 1957 werd begonnen met een uitbreiding van de kerk door het schip en de zijbeuken te verlengen. De vergrote kerk werd ingewijd op 22 november 1959.
Paus Johannes Paulus II bezocht de kathedraal in september 1988. Op 21 juni 2013 verhief paus Franciscus de kerk tot basiliek.